# Paavo Kuusinen
Paavo Kuusinen (* 2. Dezember 1914 in Vanaja, Hämeenlinna; † 31. Oktober 1979 in ebenda) war ein finnischer Radrennfahrer und nationaler Meister im Radsport.

## Sportliche Laufbahn
Kuusinen war Teilnehmer der Olympischen Sommerspiele 1948 in London. Er startete in den Wettbewerben im Bahnradsport und bestritt mit Erkki Koskinen, Onni Kasslin und Torvald Högström die Mannschaftsverfolgung.
1937 gewann er die nationale Meisterschaft im Sprint. Diesen Titel konnte er 1938 sowie 1944 bis 1946 erneut gewinnen. Auch im 1000-Meter-Zeitfahren wurde er in den Jahren 1943 bis 1946 sowie 1949 nationaler Meister. Den Titel in der Mannschaftsverfolgung konnte er sich 1938 und 1949 sichern. Er startete für den Verein Hämeenlinna Tarmo.

## Familiäres
Er war der Großonkel von Mira Kasslin, die ebenfalls als Radrennfahrerin aktiv war.